# Sporobolinae
Sous-tribu
Les Sporobolinae sont une sous-tribu de plantes monocotylédones de la famille des Poaceae, sous-famille des Chloridoideae, à répartition quasi-cosmopolite, qui comprend 6 genres et environ 220 espèces acceptées. Ce sont des plantes herbacées, généralement vivaces, poussant en touffes, aux tiges généralement dressées et pouvant atteindre de 5 à 160 cm de haut, voire plus. Ce taxon se caractérise, entre autres, par ses fruits dont le péricarpe mucilagineux se sépare facilement de la graine à maturité, facilitant la dispersion de cette dernière.
Le genre type de cette sous-tribu est Sporobolus R.Br., qui est aussi le genre le plus important avec 184 espèces acceptées.

## Caractéristiques générales
Ce taxon se caractérise par les caractères suivants : la plupart des espèces ont des épillets uniflores, des lemmes présentant une seule nervure (parfois 3 ou plus), les ligules constituées d'une membrane ciliée ou d'une rangée de poils, et des fruits présentant un péricarpe non adhérent (caryopses modifiés).

## Liste des genres
Selon NCBI (17 juin 2019) :
- Calamovilfa (A.Gray) Hack. ex Scribn. & Southw. : 5 espèces endémiques d'Amérique du Nord ;
- Crypsis Aiton : 10 espèces endémiques d'Afrique et d'Asie ;
- Psilolemma : 1 espèce endémique d'Afrique ;
- Spartina : 17 espèces endémiques d'Amérique du Nord ;
- Sporobolus R.Br., 1810 : 184 espèces, répartition cosmopolite ;
- Thellungia Stapf : 1 espèce endémique d'Australie.